# ملكة جمال أمريكا 2019
مسابقة ملكة جمال أمريكا 2019  هي مسابقة ملكة جمال أمريكا الثانية والتسعين في تاريخ مسابقة، على الرغم من أن منظمة ملكة جمال أمريكا احتفلت بالذكرى 98 لتأسيسها في عام 2018 يرجع هذا التناقض إلى أن المهرجانات الوطنية لم تعقد في الفترة من 1928 إلى 1932 أو في عام 1934 بسبب مشاكل مالية مرتبطة بالكساد العظيم عقدت مسابقة 2019 في أتلانتيك سيتي، نيوجيرسي. في 23 مايو 2018 ، تم إعلان أن المسابقة ستبث مباشرة على قناة أيه بي سي يوم 9 سبتمبر 2018. كانت هذه هي آخر ملكة جمال أمريكا التي يتم بثها على قناة أيه بي سي قبل أن تنتقل إلى قناة إن بي سي ابتداءً من عام 2020.
في نهاية الحدث، توجت نيا فرانكلين من نيويورك ملكة جمال أمريكا 2019 رسميًا من قبل ملكة جمال أمريكا 2018 ، كارا موند من داكوتا الشمالية.

## النتائج

### المراكز النهائية
| النتائج النهائية      | اسم المتنافسة |
| --------------------- | --- |
| ملكة جمال أمريكا 2019 | - نيويورك - نيا فرانكلين |
| الوصيفة الأولى        | - كونيتيكت - بريدجيت أوي |
| الوصيفة الثانية       | - لويزيانا - هولي كونواي |
| الوصيفة الثالثة       | - فلوريدا - تايلور تايسون |
| الوصيفة الرابعة       | - ماساتشوستس - غابرييلا تافيراس |
| أفضل 10               | - ألاباما - كالي ووكر - كولورادو - إليري جونز - مقاطعة كولومبيا - أليسون فارس - أيداهو - نينا فورست - نبراسكا - جيسيكا شولتيس         |
| أفضل 15               | - إنديانا - ليديا تريمين - مينيسوتا - مايكلين كارلن - أوكلاهوما - اشلي تومسون - واشنطن - داناماري مكنيشول - ويسكونسن - تيانا فانديرهي |